# Hamilton Harty
Hamilton Harty (Hillsborough, comtat de Down, Irlanda del Nord, 4 de desembre de 1879 - Hove, Anglaterra, 19 de febrer de 1941) fou un compositor i director d'orquestra irlandès.
A l'edat de vuit anys aparegué en públic com a organista, i als dotze anys es feia contractar per Belfast i Dublín. El seu primer mestre havia estat el seu pare, i després va rebre el títol de doctor en Música en el Col·legi de La Trinitat de Dublín i en la Universitat Victòria de Manchester. Les seves primeres obres el donaren a conèixer a Londres, tenint després ocasió de practicar en la Simfònica d'aquella capital.
Contractat en ferm per la Hallé Orchestra de Manchester el 1920, aixecà notablement el prestigi d'aquesta agrupació, i tant la Simfònica com l'orquestra de la Ràdio BBC demanaren diverses vegades la seva intervenció. A poc a poc els Concerts Hamilton Harty passaren a fer-se indispensables en el calendari musical de l'orb, i sols eren interromputs en el seu cicle per les contínues excursions del ja famós mestre. A Los Angeles, Chicago i Austràlia deixà el record de selectes programes. El 1925 se'l feu cavaller de l'Orde de Sant Andreu. La seva orquestra preferida era la de Manchester.
Les seves obres més importants són:
- The Mystic Trumpeter, (cantata).
- Irish Symphony,
- Concerto, per a violí,
- Concerto, per a piano.
- Obertura, per a una comèdia,
- Amb l'ànec salvatge, (poema simfònic).

I una amplíssima col·lecció de cançons, peces de piano, de violí i violoncel. No obstant, entre totes, la que li ha donat més nom és la primera indispensable en tota festivitat anglesa.